# Улица Академика Павлова (Санкт-Петербург)
Улица Акаде́мика Па́влова — улица в Петроградском районе Санкт-Петербурга, на Аптекарском острове, проходящая от Каменноостровского проспекта до Аптекарского проспекта.
В Санкт-Петербурге имеется и другая улица Академика Павлова — она находится в Красносельском районе и проходит от проспекта Ленина до улицы Бабанова.

## История
Прямая часть улицы от Каменностровского проспекта в 1820-е годы именовалась Лопухинской дорогой или Лопухинским переулком (по имени владельца дачного участка князя П. В. Лопухина). Вторая часть носила названия набережная реки Большой Невки, а также Рыболовная набережная дорога. В 1887 году оба отрезка объединили единым названием — Лопухинская улица (встречается также написание Лапухинская). В 1934 году, в связи с 85-летием знаменитого русского физиолога
И. П. Павлова, в течение 45 лет проработавшего в лаборатории Института экспериментальной медицины (д. 12), улице было присвоено имя этого учёного.
Дорогу вдоль берега Малой Невки в сторону Большой Невки проложили в конце XVIII века, когда на Аптекарском острове разрешили постройку загородных дач. Земельные участки расположились по сторонам дороги, так что одному владельцу принадлежали противоположно расположенные участки. Построенные дачи имели единое архитектурное решение — особняк располагался в парке с беседками и скульптурой. Первой здесь появилась дача графа Г. Г. Кушелева, перешедшая князю П. В. Лопухину, петербургскому полицмейстеру и министру юстиции (участки домов 13, 14—16), и его сыну П. П. Лопухину. С 1820 года участок находился в собственности В. П. Кочубея, затем им владели братья Матвей и Михаил Виельгорские, а с 1848 года — глава лесной биржи и известный меценат, купец В. Ф. Громов, при котором участок был переустроен и появилось сохранившееся здание дачи. В начале XX века участок и дача перешли к банкиру Ф. А. Алфёрову. В 1830—1870-х годах участки домов 3 и 4 принадлежали купцу Котомину, участки домов 9 и 10 в начале XIX века — генерал-майору П. Киселеву, а в 1820—1850-х годах — графам Воронцовым-Дашковым. Соседние дома 9а и 12 принадлежали князю И. А. Гагарину, позднее перешли к графу К. В. Нессельроде.
Во второй половине XIX века на месте многих дач появились промышленные предприятия и учреждения. Участки домов 7 и 8 в 1895 году купил Л. Ф. Дюфлон и его компаньоны Ю. К. Дизерен и А. В. Константинович для электротехнического предприятия, получившего в 1922 году название «Электрик». Участок домов 9-а и 12 приобрёл принц А. П. Ольденбургский, основавший здесь в 1890 году Институт экспериментальной медицины. Под домом 14 в 1909—1910 годах возведено здание завода «Русского общества беспроволочных телеграфов и телефонов» (техник Д. Г. Фомичёв), выпускавшего радиостанции, радиопеленгаторы. В 1923 году на этой базе была создана Центральная радиолаборатория, возглавляемая А. Ф. Шориным, и здесь расположился основной центр отечественной радиопромышленности. В лаборатории работали будущие академики Л. И. Мандельштам, Н. Д. Папалекси, Д. А. Рожанский, В. П. Вологдин.
На улице жили Дж. К. Адамс, посол США в России и будущий шестой президент США (участок дома 10, 1811), инженер-архитектор В. Ф. Пруссак (участок дома 7б, 1897—1916), архитектор Н. Н. Верёвкин (участок дома 4, 1910-е), архитектор Г. И. Люцедарский (участок дома 8в, 1913—1917).
Участок улицы, идущий под углом к Малой Невке и срезавший угол Лопухинского сада, проложили в 1940-х гг. (раньше улица огибала сад под прямым углом).

## Примечательные здания и сооружения
- Дом № 3 — Телевизионная башня Ленинградского радиотелевизионного передающего центра.
- Дом № 5E — дом постройки 1902 года.
- Дом № 8 (снесён) — завод «Электрик» им. Н. М. Шверника. Этот участок земли в 1895 году купил Л. Ф. Дюфлон и его компаньоны Ю. К. Дизерен и А. В. Константинович для электротехнического предприятия, получившего в 1922 году название «Электрик». У здания установлена мраморная стела с надписью: «Вечная слава электриковцам, отдавшим свою жизнь за Родину в суровые годы Великой Отечественной войны с фашизмом. 1941—1945 гг.». (1967 год, автор П. П. Каптелин). Летом 2008 г. территорию завода как вдоль пр. Медиков, так и вглубь по ул. Академика Павлова расчистили[1] от промышленных зданий и сооружений под новое строительство — сначала бизнес-центра, а затем квартала многоэтажных жилых домов жилого комплекса «Европа Сити»[2] (пр. Медиков, д.10) по современным проектам[3], которое в 2014 г. продолжается[4].
- Дом № 12 — Институт экспериментальной медицины.
- Дома № 13, 13А — дача В. Ф. Громова. Находящееся на территории Лопухинского сада деревянное здание (дом 13) — бывшая дача главы лесной биржи купца В. Ф. Громова, перешедшая в начале XX века к банкиру Ф. А. Алферову. Построена в 1850-е годы, архитекторы Г. И. Винтергальтер и А. М. Горностаев[5]. В соседнем корпусе дачи (дом 13а) с 1938 по 1961 год работала Ленинградская студия телевидения. Отсюда 7 июля 1938 года была проведена первая опытная телетрансляция, а с 1 сентября того же года началось регулярное вещание[6].
- Дома № 14 и № 16б — жилые пятиэтажные дома в формах неоклассики, построены в 1954 году по проекту А. П. Щербенка.
- Дом № 16 — жилой кооперативный дом 3-го Петроградского товарищества собственников квартир. Монументальное здание в неоклассических формах со двором-курдонёром. Построено в 1913—1914 годах по проекту архитекторов И. И. Яковлева и А. И. Зазерского.
- Лопухинский сад — сад между улицей Академика Павлова, Большой Невкой, Малой Невкой и Каменноостровским проспектом.

## Транспорт
Движение общественного транспорта по улице отсутствует. На углу улицы и Каменноостровского проспекта расположена остановка «Улица Академика Павлова», которую обслуживают троллейбусный маршрут № 34; автобусные маршруты № 1, 46, 227. На углу с проспектом Медиков также расположена одноимённая остановка, обслуживаемая троллейбусным маршрутом № 31; автобусными маршрутами № 128, 185, 249, 275.

## Пересечения
- Каменноостровский проспект
- Уфимская улица
- Аптекарская набережная
- проспект Медиков
- Аптекарский проспект